# Grad (grad)
Grad Grad (nekoč Gornjelendavski grad, madžarsko Felsőlendvai vár) stoji v istoimenskem naselju Grad na Goričkem. Je najobsežnejši grajski kompleks na Slovenskem in ima po legendi 365 sob. V gradu so ogromne kleti, ki so služile za različne namene. Grad stoji na trdni skali vulkanskega porekla ali bazaltnem tufu, ki je vgrajen v temelje enega največjih gradov na Slovenskem. Na zahodni strani, zunaj poslopja je v grajskem parku globok vodnjak, vklesan v živo skalo s premerom 3,25 m. V septembru 2020 so člani Društva za raziskovanje jam iz Ljubljane opravili čistilno akcijo in pri tem odstranili vanj odvržene odpadke do globine 13,7 m. Kolikšna je dokončna globina vodnjaka ostaja še naprej skrivnost. 8. decembra 2020 je bil vrh vodnjaka nameščen železni pokrov in ograja okoli njega, s čimer je preprečeno nadaljnje odmetavanje odpadkov vanj. Na notranjem, spodnjem dvorišču gradu je zbiralnik deževnice, globok približno 21 m in zavarovan s ploščo, ki je odigral pomembno vlogo v času obleganj in napadov.

## Zgodovina
Začetek gradnje gradu še ni natanko določen. Po arheoloških raziskavah naj bi na tem mestu že v 11. stoletju stal bergfried ali bivalno-obrambni grad, ko so Madžari po porazu z vojsko nemškega cesarstva leta 995 po njihovem prihodu v Panonijo z organizacijo svoje države v t.i, županije utrjevala obrambno linijo proti Germanom. Po izročilu bi naj grad zgradili templarji ali ivanovci kot postojanko na križarskih pohodih, vendar se listine, ki bi to potrdile niso ohranile. 
Kralj Andrej II. podeli fevd Lyndwo Nikolaju iz Železnega leta 1208, ko je tu stoloval grof Nikolaj Amadejec iz Železnega (1208-1269). Prva omemba gradu Limbuh je iz leta 1271. 1275 Kralj Ladislav IV. potrdi posest Amadéju iz rodbine Gutkeled. 1307– 1342 Nikolaj iz rodbine Amadé Gudkeled razširi posest do reke Mure (Belmura z Mursko Soboto). 1363 Omemba kastelanov iz Gornje Lendave (castellanus de Fullyndua). 1365– 1366 Rodbina Széchy dobi in prevzame posest od kralja Ludvika I. Anžuvinca. 1391 Kralj Sigismund podeli Széchyjem patronat nad opatijo Monošter.1415 Prva omemba kot Felseu-Lendva. 1535 Umre Štefan, zadnji moški potomec gornjelendavske veje rodbine Széchy. 1570 Gornjo Lendavo prevzame Tomaž III. Széchy iz družinske veje Rimaszéch ter si jo deli z Marijo Magdaleno iz gornjelendavske veje in njenim soprogom. 
Széchy-ji so v 16. stoletju razširjali protestantizem, leta 1607 del Széchyjeve posesti po poroki pripade rodbini Batthyány. Leta 1669 so lastniki gradov Gornja Lendava in Murska Sobota Peter, Gašper in Jurij Széchy de Rimaszéch. 1685 umre zadnji moški potomec rodbine Széchy, Peter V. Leta 1689 je lastnik delov posesti postane po poroki rodbina Nádasdy in leta 1730 postane lastnik gospostva Gornja Lendava z gradom grof Leopold Nádasdy. 1836 Na gradu je umrl madžarski skladatelj klasične dobe Johannes Spech. 1856 Grad kupi princ Moritz Joseph Johann Dietrichstein. 1864 Grad kupi Edvard Almásy in leta 1867 se na gradu se rodi Jurij Almásy, znani zoolog, etnograf in raziskovalec Azije.
1872 Grad kupi grof Teodor Széchenyi.1919 je lastnik gradu grof Béla Batthyány. 1929 Grad kupi podjetnik in lastnik Prekmurske banke v SHS Geza Hartner iz Murske Sobote. Po njegovi smrti grad deduje njegov posinovljenec Ferdinand Hartner. Med 2. svetovno vojno so bili v gradu nastanjeni sovjetski vojaki. Po vojni je bil nacionaliziran, v njem je potekla predvojaška vzgoja, v kleteh je imela zaloge kmetijska zadruga. Kasneje so prostori v gradu bili na voljo socialno šibkim stanovalcem. Ti gradu niso zmogli vzdrževati, zato je kmalu začel propadati. Leta 1992 je bila sprožena pobuda za rabo gradu v vlogi središča Trideželnega parka Goričko-Raab-Őrség. V času pridruževanja Slovenije in Madžarske Evropski uniji je bil oblikovan program pomoči SI-HU-AT s katerim je vsaka država bila deležna sredstev za ustanovitev svojega dela parka. Grad se je pričel obnavljati leta 1995. Sledilo je več faz obnove, ki se je v grobem zaključila leta 2010. 
1. septembra 2005 je v obnovljenih prostorih pričel delovati Javni zavod Krajinski park Goričko, ki ga je ustanovila vlada Republike Slovenije in mu predala v upravljanje grad in grajski park ter javno pooblastilo za upravljanje Krajinskega parka Goričko. Decembra 2016 je bil končan postopek vračanja nepremičnine dedinji Elizabeti Würth s sklepom vrhovnega sodišče Slovenije, ki ji je dodelilo vračilo v obliki odškodnine, medtem ko je grad Grad dokončno postal državna last.

## Oblika gradu
Končna oblika gradu je nastajala v več fazah. Dele, ki so nastali v srednjem veku najdemo v severozahodnem delu notranjega dvorišča, ki pa je zasuto z zemljo. V času gotika je nastal stanovanjski del. V srednjem veku bi naj nastali tudi kletni prostori in grajske ječe. V renesansi so sezidali dve strelski lini in visok obrambni stolp, ki ima 4 metre debele stene. Končno podobo je grad dobil v 16. - 18. stoletju. Tako je nastal sklenjen obod poligonalnega tlorisa, ki ima nekje tri nadstropja ponekod pa dve. Notranja stran gradu je obdana z arkadnimi hodniki. Ob vznožju stopnišča na južni strani stoji poškodovan kamniti kip z napisom Valentinus. Posebnost notranjega dvorišča je dvignjen zahodni del z ostanki gradnje iz srednjega veka. V južnem grajskem stolpu je polkrožna kapela, v kateri je deloval Mikloš Küzmič, rimo-katoliški duhovnik.

## Zanimivosti
Grad obdaja osem hektarjev velik park, oblikovan v angleškem slogu. V njem rastejo mogočni stare tulipanovci, ki so med najstarejšimi v Sloveniji, rdeče bukve, hrasti, macesni, platane, gledičije in druga domorodna in tujerodna drevesa. Zasnova grajskega parka je zarisana na katastrskem načrtu leta 1840. 
Okoli gradu se spleta več legend. Ena izmed njih je legenda o graščaku, ki je želel krono letečega zmaja. Znana pa je tudi legenda o graščakovem sinu in vrtnarjevi hčeri, ki pa se ni končala srečno. Kot pravi ustno izročilo, naj bi grad postavili templjarji.
Del prostorov je odprt za obiskovalce, ki dobijo potrebne informacije in spominke v Središču za obiskovalce v pritličju. Ogledi so vodeni za skupine, medtem ko so posameznikom na voljo zvočni vodiči. Na ogled so stalne zbirke rokodelskih delavnic in dejavnosti, ki jih je postavil Pomurski muzej v Murski Soboti leta 2003. To so lončarstvo, tkalstvo, kovaštvo, kolarstvo in vrvarstvo ter žganjekuha in zeliščarstvo. V pritličju je še velika dvorana s prikazom časovnega traku rodbin, ki so bivale v gradu ter razstava s prikazom stavbnega razvoja in obnove gradu med 1995 in 2010. Obiskovalci si lahko ogledajo tudi različne filme. V gosposkem nadstropju, piano nobile, so tri naravoslovne sobe o flori in favni v Krajinski park Goričko, grajska kapela, koncertno - poročni salon in štiri spalnice s kopalnicami za nočitev gostov s skupaj desetimi posteljami.